# Karijoki
Karijoki (en sueco: Bötom) es un municipio de Finlandia.
Se localiza en la provincia de Finlandia Occidental y es parte de la región de Ostrobotnia del Sur. El municipio cubre un área de 185.77 km² de los cuales 0.78 km² es agua, la población de Karijoki es de 1.396 (2015). La densidad de población es de 7.51/km².
El municipio es monolingüe y su idioma oficial es el finés.
Una cueva neandertal, la Cueva del Lobo, fue encontrada en las montañas de Pyhävuori en Karijoki el año 1997.

## Galería

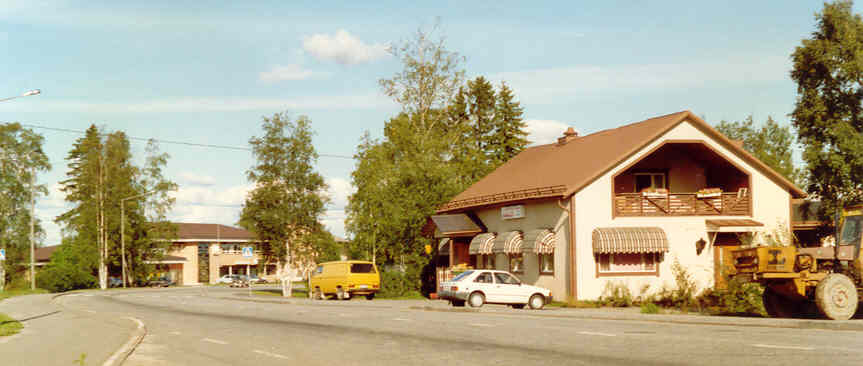
Karijoki en los 90's.
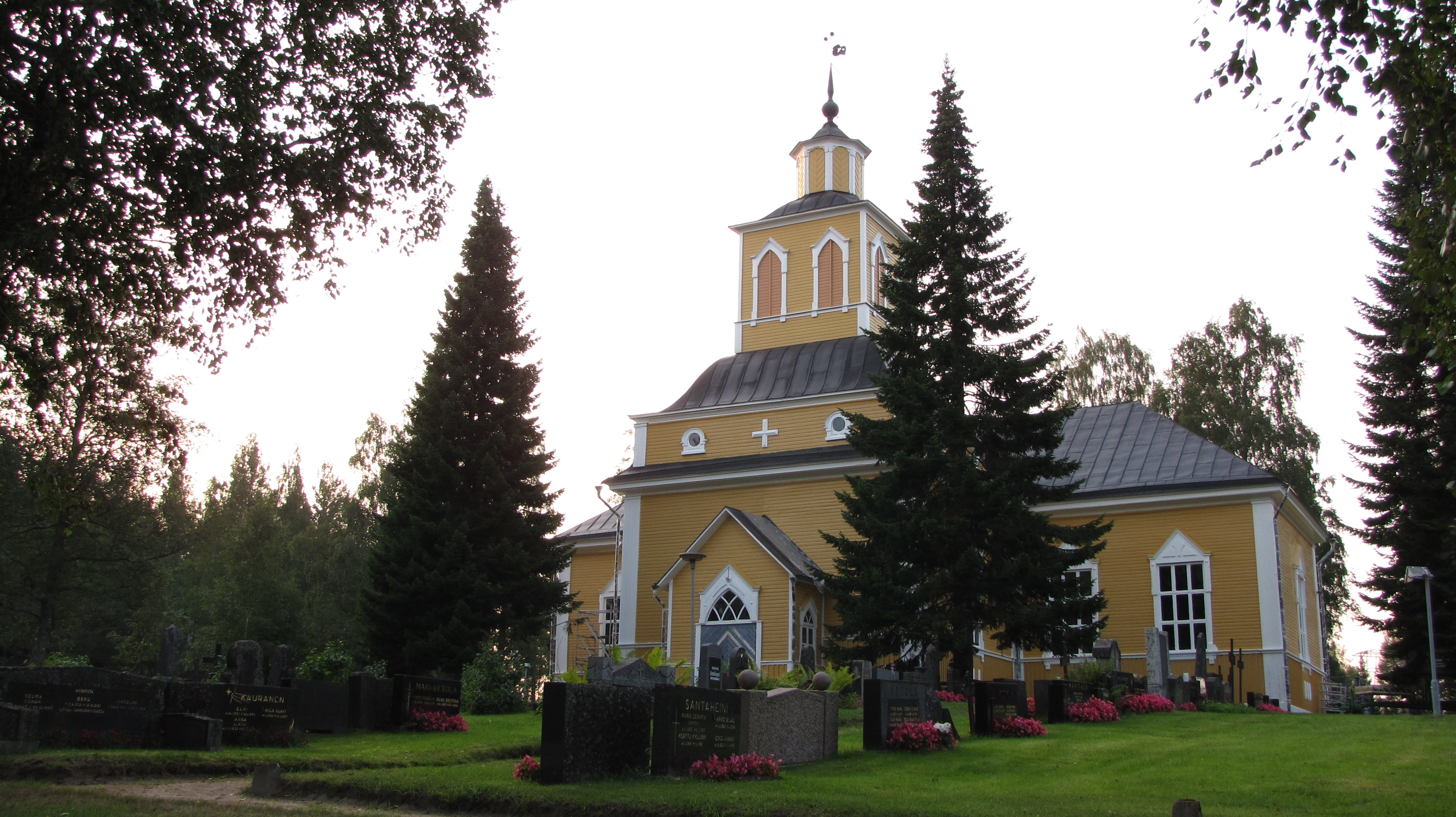
Iglesia de Karijoki.
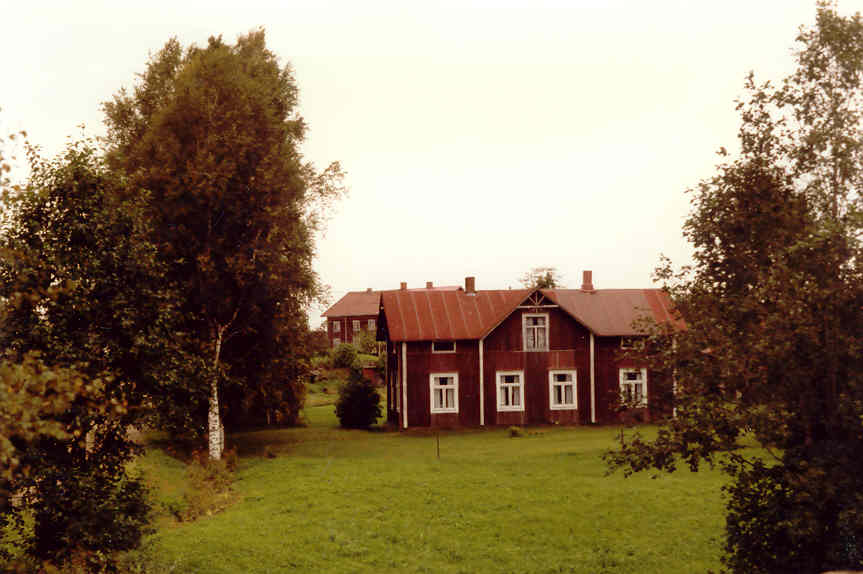
Ylikylää en 1990.

- Datos: Q5991
- Multimedia: Karijoki / Q5991